# Corso Vannucci
Corso Vannucci è la via principale di Perugia. La strada, che prende il nome da Pietro Vannucci, pittore nato a Città della Pieve e celebre con l'appellativo Il Perugino, si sviluppa tra imponenti e importanti palazzi: Palazzo dei Priori (al pianterreno il Collegio del Cambio, affrescato dal Perugino, e il Collegio della Mercanzia), Palazzo dei Notari (XV sec.), Casa di Baldo degli Ubaldi (XV sec.), chiesa di sant'Isidoro (sconsacrata), Palazzo Donini (1716).

## Descrizione

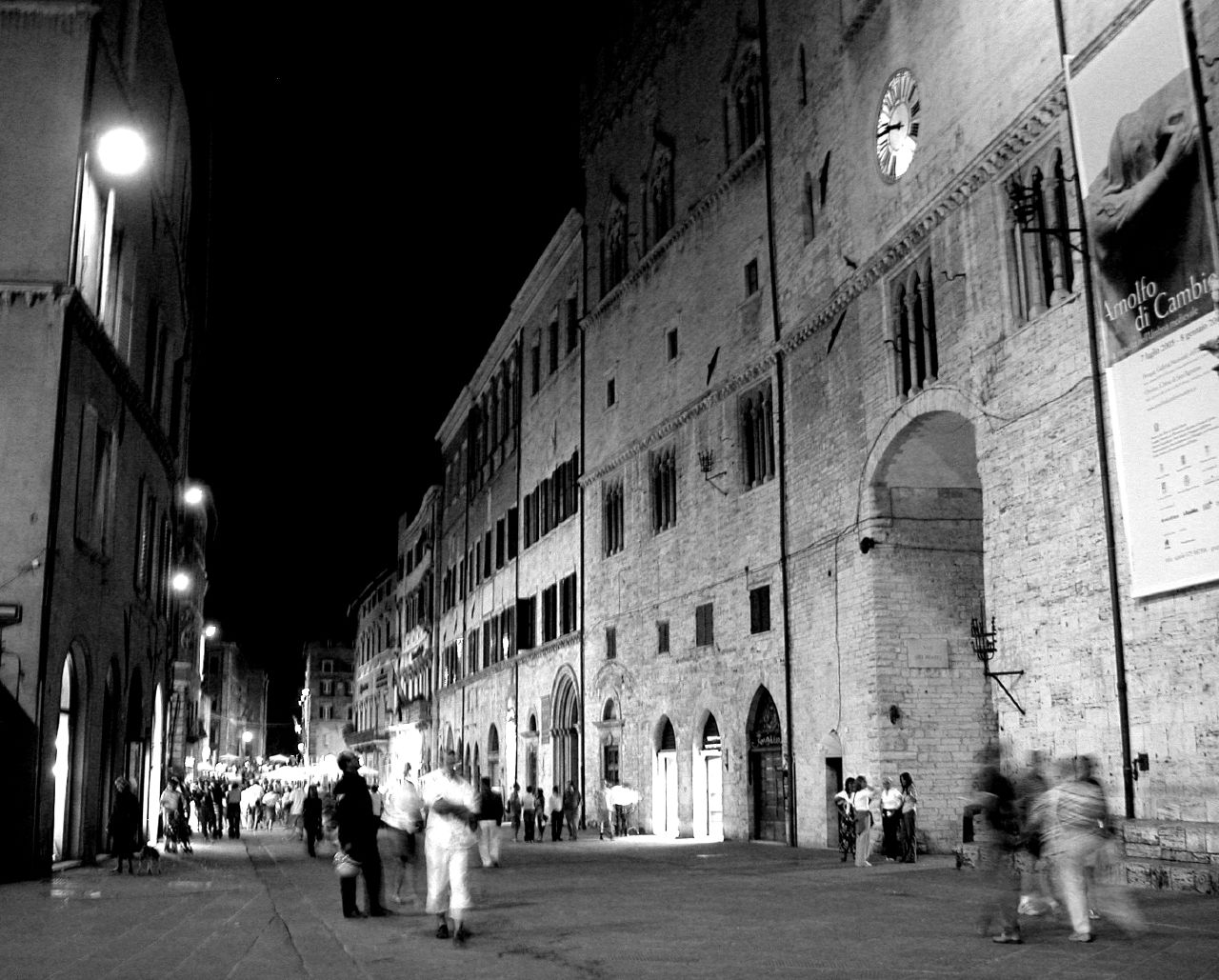
Passeggiata serale estiva nel Corso (agosto 2005)

L'arteria inizia da piazza IV Novembre e termina in piazza Italia. Dal corso si dipartono varie vie e viuzze: via Fani, via Mazzini e via Danzetta lo collegano con piazza Matteotti, dopo la suggestiva via dei Priori s'incrocia con i vicoli medievali via Scura, via della Luna e via delle Streghe. Prima di piazza Italia il corso è infine intersecato da via Bonazzi e da via Forte.
Corso Vannucci, sovente chiamato il Salotto Buono di Perugia, è caratterizzato da una forte vitalità e dinamismo (fare una vasca, in dialetto perugino, equivale a dire "fare una passeggiata in Corso Vannucci"), ed a fianco di attività ormai storiche come la Pasticceria Sandri, si trovano bar, teatri, librerie, negozi e boutiques di qualsiasi genere.
 A metà corso, all'altezza dell'incrocio con via dei Priori, si segnala l'ingresso della Galleria Nazionale dell'Umbria.

## Storia
L'edificazione della parte alta di Perugia cominciò in età etrusca. Il corso unisce il colle del Sole al colle Landone, il cui avvallamento è stato colmato secondo antiche opere d'ingegneria. Nel Medioevo il corso si espandeva sino all'attuale Piazza Matteotti, comprendendola in sé. L'antica pianta del centro storico di Perugia, a forma stellare, era caratterizzata proprio da cinque porte raggiungibili nelle vicinanze di questa importante via. Il corso non perse mai la sua posizione di rilievo, neppure durante il dominio pontificio. Con l'annessione dell'Umbria al Regno d'Italia nel 1861, la rinnovata piazza Italia, sede delle istituzioni di Regione e Provincia, ne rafforzò la centralità. A partire dalla seconda metà del Novecento il corso è stato completamente pedonalizzato.